# Otto Streicher (Politiker)
Otto Streicher (* 15. Mai 1882 in Giebichenstein bei Halle (Saale); † 1945 im KZ Auschwitz) war ein deutscher Architekt und Kommunalpolitiker. Als Sozialdemokrat verbrachte er die gesamte Zeit des Nationalsozialismus in Konzentrationslagern.

## Leben
In eine katholische Familie geboren, schloss Streicher eine Ausbildung an einer Baugewerkschule ab. Er ging nach Ostpreußen und wurde bei der Bauberatungsstelle in Angerburg angestellt. Als selbständiger Architekt anerkannt, war er in der Weimarer Republik von 1920 bis 1927 Landrat in Angerburg. Von 1919 bis 1921 wurde er vom Kreistag des Kreises Angerburg in den Ostpreußischen Provinziallandtag delegiert. 1925 wiedergewählt, schied er 1928 aus, als er Landrat im heimatlichen Saalkreis wurde.
Von den Nationalsozialisten wurde er 1933 amtsenthoben und in die Konzentrationslager Oranienburg und Dachau verbracht. Sein letztes Lebenszeichen kam aus Auschwitz.